# This Summer's Gonna Hurt like a Motherfucker
"This Summer's Gonna Hurt like a Motherfucker" (também conhecida como "This Summer's Gonna Hurt..." ou "This Summer") é uma canção da banda norte-americana Maroon 5, gravada para o relançamento do seu quinto álbum de estúdio V. Foi composta e produzida por Shellback, com auxílio na composição pelo vocalista do grupo, Adam Levine. O tema foi lançado a 15 de maio de 2015, através da Interscope Records, servindo como single de apresentação da reedição do disco.

## Desempenho nas tabelas musicais

### Posições
| Tabela musical (2015)                      | Melhor posição |
| ------------------------------------------ | -------------- |
| Austrália - ARIA Singles Chart             | 80             |
| Canadá - Canadian Hot 100                  | 30             |
| Estados Unidos - Billboard Hot 100         | 30             |
| Estados Unidos - Billboard Pop Songs       | 15             |
| Estados Unidos - Billboard Adult Pop Songs | 16             |